# 笑福亭鶴二
笑福亭 鶴二（しょうふくてい つるじ）は、上方落語の名。
　

五枚笹は、笑福亭一門の定紋である。

当代以前に、少なくとも3人の「笑福亭鶴二」の存在が確認されている。

## それ以前
月亭春松編の落語系圖には4代目笑福亭松鶴の門人に確認できる。俗に「ひきうそ（ひき臼）」という。それ以前にもいたと思われるが何人いたか不明。

## 先々代
笑福亭 鶴二（しょうふくてい つるじ、1901年 - 1979年1月9日）本名は中田 和三郎。
物心付いたころから寄席通いをし、学校そっちのけで素人落語をやっていた。
後に玄人として、1916年に4代目松鶴の門下になり、鶴二と名乗った。
その後5代目笑福亭松鶴の門下になった。
大正末期から噺家に見切りをつけて、寄席囃子鳴物方に転じる。戦後になって、中田つるじと改名し「つるじ社中」を主催、鳴物の保存に力を入れた。
1975年、文化庁芸術祭優秀賞受賞、第5回上方お笑い大賞の功労賞などの受賞も多い。
没後「つるじ社中」は林家市染が「なにわの会」として受け継いだ。

## 先代
後∶5代目桂文枝。

## 当代
笑福亭 鶴二（しょうふくてい つるじ、1968年3月30日 - ）は大阪市生野区出身の落語家。本名は上田 忠正。出囃子は「独楽」。所属事務所は松竹芸能。上方落語協会会員。六代目笑福亭松鶴最後の弟子。

### 来歴
実家は北巽駅前の「みさを寿司」（2024年11月閉店）。
近畿大学付属高等学校卒業。
1986年3月1日に六代目笑福亭松鶴に入門。1987年9月の道頓堀「浪花座」にて「笑福亭鶴児」として初舞台。
「新鋭・上方落語会」（旧・RG研進会）のメンバー。
2025年2月末で松竹芸能を退社、フリーとなる。

### 逸話
血液型はAB型。
- 中学1年の時に道頓堀角座で観た師匠6代目松鶴の「らくだ」に衝撃を受け、中学3年で弟子入りを申し出、休日ごとに通っていた。
- 正式入門後、半年で六代目松鶴が亡くなったため、兄弟子の笑福亭松葉（没後、七代目松鶴を追贈）、次いで四代目林家染丸にも稽古をつけてもらった。
- 『茶屋町MBS劇場』（MBSラジオ）2016年11月26日放送分で流されたラジオドラマ「上方落語四天王 さえずり噺〜ああ、青春の上方落語〜」では六代目松鶴を演じた。
- 三味線・日本舞踊（花柳旭夓門下）も得意。

### 弟子

#### 廃業
- 笑福亭夢二

### 受賞歴
- 1998年1月 - 「なにわ芸術祭新進落語家競演会」∶新人奨励賞
- 2010年 - 「文化庁芸術祭」大衆芸能部門∶優秀賞
- 2011年 - 第6回「繁昌亭大賞」∶大賞

### 出演
- hanashikaの時間。（2019年4月 - 、ラジオ大阪） - 木曜日パーソナリティ。